# Reserva Militar Fort Irwin

Insignia de la reserva militar

El Fort Irwin & the National Training Center (NTC) o conocido simplemente como Fort Irwin es un lugar designado por el censo y reserva militar de las Fuerzas Armadas de los Estados Unidos ubicada en el condado de San Bernardino en el estado estadounidense de California. En el año 2010 tenía una población de 8.096 habitantes.

## Geografía
Fort Irwin se encuentra ubicado en las coordenadas 
.